# Coccolitoforo
I Coccolitofori sono costituiti da alghe monocellulari, protisti e fitoplancton che appartengono alla divisione delle aptofite. Sono ricoperti da scaglie di carbonato di calcio, la cui funzione non è ancora chiara, dette coccoliti (appartenenti al nanoplancton calcareo) e importanti come microfossili in paleontologia.
I coccolitofori sono quasi esclusivamente marini e si trovano in grandi quantità in tutta l'estensione della zona eufotica oceanica. Sono estremamente abbondanti tra i microfossili.
Un esempio di coccolitoforo importante a livello globale è l'Emiliania huxleyi, la cui distribuzione va dalle acque tropicali a quelle subartiche, andando a costituire una parte significativa della base planctonica di quasi tutta l'alimentazione marina. Viene studiata per le estese fioriture che essa tende a formare in acque impoverite di nutrienti dopo la riformazione del termoclino estivo, come pure per il suo gruppo di alchenoni, una categoria di composti chimici molto resistenti alla decomposizione diagenetica, che rimangono a lungo nei sedimenti marini anche dopo che altre parti molli dell'organismo si sono decomposte. Gli alchenoni vengono utilizzati dagli studiosi di scienze della terra per stimare la temperatura delle acque superficiali oceaniche nelle epoche passate.

## Caratteristiche
I coccolitofori si dispongono in cellule sferiche di diametro compreso tra 5 e 100 μm, racchiusi da scaglie calcaree (i coccoliti) aventi dimensioni tra 2 e 25 micron. Gli odierni coccolitofori hanno due cloroplasti a pigmentazione bruna nella loro cellula e il nucleo è localizzato tra i due; i due cloroplasti hanno il compito di svolgere la fotosintesi. Per ottenere la luce necessaria a questa funzione, i coccolitofori trascorrono la loro vita prevalentemente sulla superficie oceanica. Anche se hanno teoricamente la capacità di nuotare, il loro modo predominante di trasporto è di lasciarsi andare alla deriva seguendo la circolazione delle correnti oceaniche. Sono tuttavia in grado di effettuare piccole manovre individuali di aggiustamento che permettono loro di rimanere nella zona eufotica, nelle condizioni più favorevoli.
Data la loro dimensione microscopica e la grande distribuzione di molti loro taxa, i coccoliti sono diventati importanti fossili guida utili per risolvere vari problemi di stratigrafia. I microfossili agiscono da indicatori sensibili dei cambiamenti della temperatura e salinità delle acque superficiali oceaniche e i gusci calcarei del nanoplancton vengono utilizzati per rilevare queste variazioni. Inoltre gli alchenoni, composti chetonici che agiscono da marcatori biologici, sono di grande utilità nella ricostruzione delle temperature marine delle epoche passate.
Si era ritenuto che i coccolitofori reagissero all'aumento dell'acidità marina, causata dagli accresciuti livelli di anidride carbonica, riducendo la loro calcificazione. Uno studio del 2008 ha invece evidenziato che, almeno in alcune situazioni specifiche, avviene esattamente l'opposto; l'Emiliania huxleyi infatti aumenta la sua calcificazione fino al 40% e diviene più abbondante in acque ad elevata concentrazione di CO2.

## Galleria d'immagini

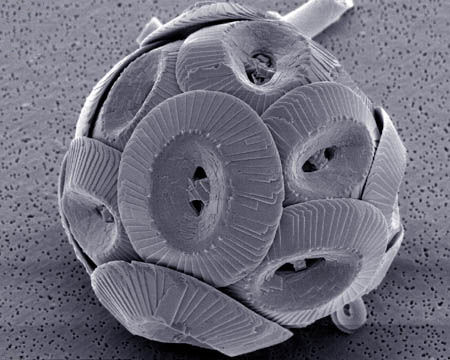
Coccolithus pelagicus.
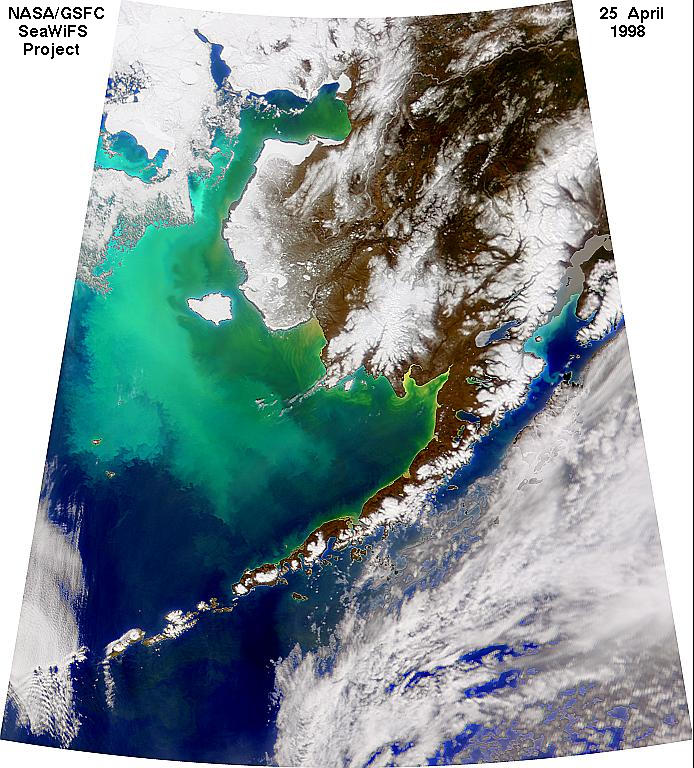
Immagine da satellite della grande fioritura di coccolitofori nel Mare di Bering nel 1998.
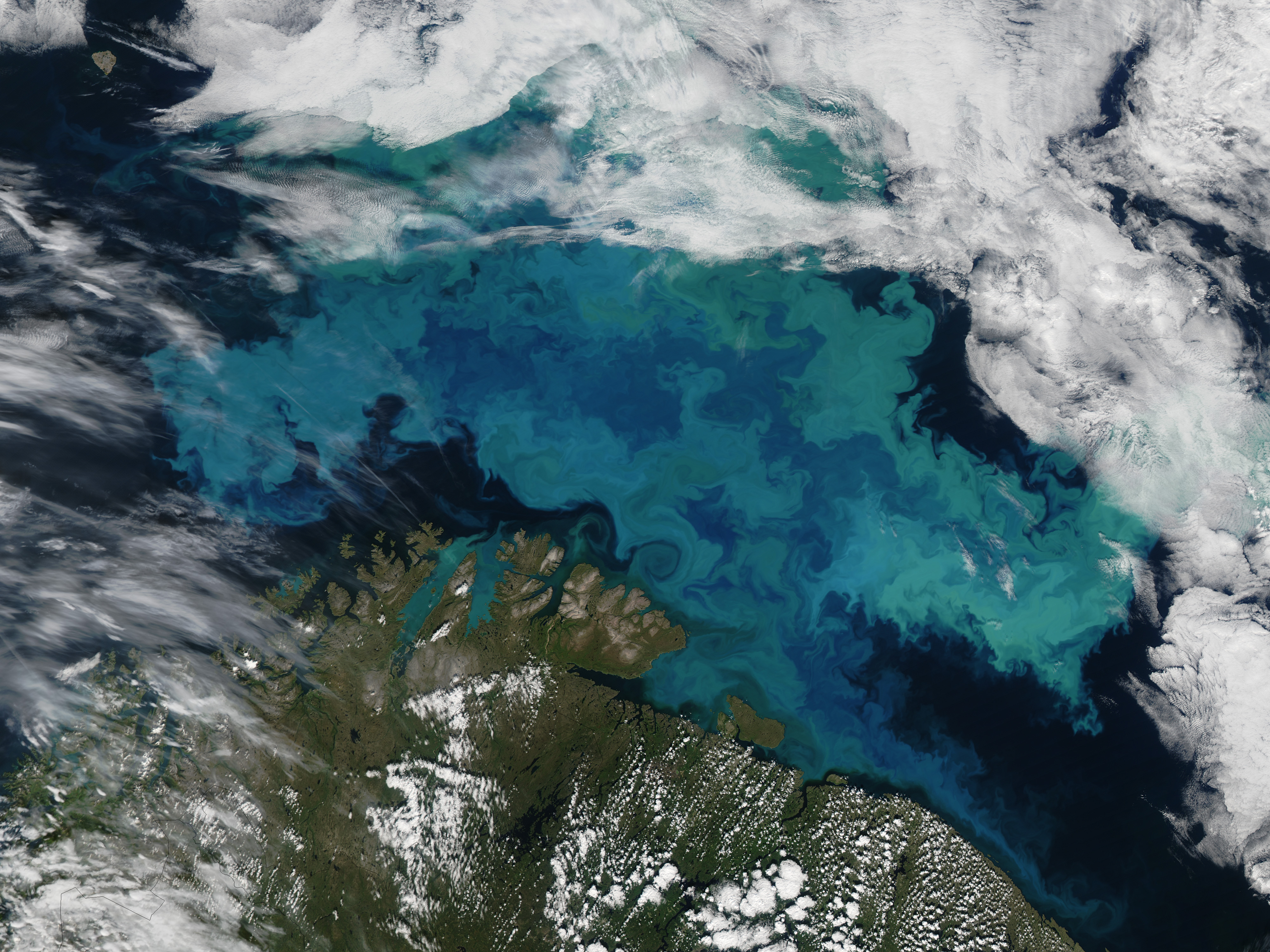
Il colore blu biancastro di questa fioritura di fitoplancton suggerisce la presenza di coccolitofori.